# Randy Rampage

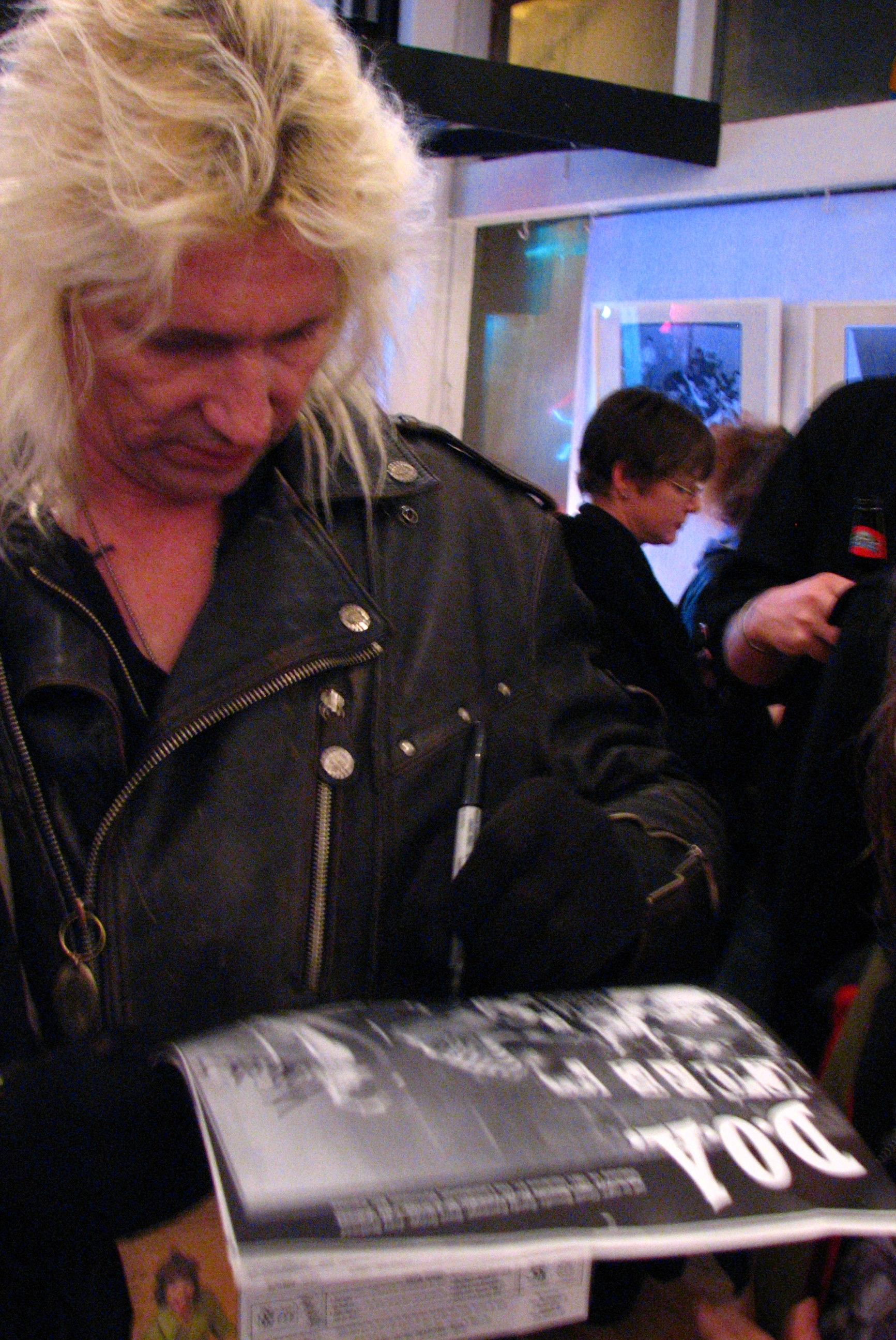
Randy Rampage 2007 bei einer Kunstausstellung

Randy Rampage (eigentlich Randall Desmond Archibald; * 21. Februar 1960 in Vancouver; † 14. August 2018 in North Vancouver) war ein kanadischer Sänger und Bassist. Er war Gründungsmitglied der Hardcore-Punk-Band D.O.A. In der Metal-Szene wurde er als Sänger der Thrash-Metal-Band Annihilator bekannt.

## Leben
Randall „Randy Rampage“ Archibald war Gründungsmitglied und Bassist der Band D.O.A., die er zusammen mit Sänger/Gitarrist Joey Shithead, Schlagzeuger Chuck Biscuits und Gitarrist Dave Gregg gründete. Er war auf den beiden Alben Something Better Change (1980) und Hardcore ’81 (1981) zu hören. Als Teil der frühen Punk-Szene in Nordamerika war er im Dokumentarfilm Bloodied But UnBowed (2010) zusammen mit unter anderem Henry Rollins, Jello Biafra und Duff McKagan zu sehen.
1988 schloss sich Randy Rampage der Thrash-Metal-Band Annihilator an, deren zweiter Sänger er wurde. Er ist auf dem Debütalbum Alice in Hell zu hören. Nach der anschließenden Tour verließ er die Band wieder und wurde durch Coburn Pharr ersetzt. 1999 kehrte er zur Band zurück und spielte mit ihnen das Album Criteria for a Black Widow ein, verließ die Band jedoch wieder, um eine Reunion mit D.O.A. zu starten.
Mit D.O.A. veröffentlichte er das Album Win the Battle, stieg dann aber wieder aus. 2005 gründete er zusammen mit Annihaliator-Schlagzeuger Ray Hartmann die Band Stress Factor 9. Zusammen mit Stu Carruthers (Grip Inc., Just Cause), Gitarrist Ash Blue (ex-Strapping Young Lad) und Gitarrist Kick (Vertical After) entstand 2006 das einzige Album Brainwarp Mindspin.
Ein Jahr später kehrte Rampage zurück zu D.O.A. Nach dem Album Northern Avenger und auf dem Höhepunkt der der Tour verkündete er jedoch wieder seinen Austritt.
2012 gründete er die Band Rampage, zunächst bestehend aus Duane Chaos, Zippy Pinhead und Tim Bitz. 2013 stiegen Bitz und Pinhead aus. Das Line-up wurde um The-Real-McKenzies-Bassist Brent Johnson, Kick-Axe-Sänger Danny Nargang und dem ehemaligen D.O.A.-Schlagzeuger The Great Baldini ergänzt. 2016 begannen die Arbeiten am ersten Album, die jedoch plötzlich zum Erliegen kamen, als Brent Johnson an einer Überdosis verstarb. Rampage sah sich nicht imstande das Album fertigzustellen.
2016 veröffentlichte er seine Biographie I Survived D.O.A., die er zusammen mit Chris Walter geschrieben hatte.
Zusammen mit Tim Bitz und Pinto Stiletto versuchte die neu formierte Band das Album neu einzuspielen. Im August 2018 wurden die Arbeiten mit Produzent John Webster im ehemaligen Little Mountain Sound Studios in Vancouver beendet. Zwei Wochen vor dem geplanten Veröffentlichungsdatum verstarb Randy Rampage plötzlich und unerwartet an einem Herzinfarkt, vermutlich ausgelöst durch eine jahrzehntelange Abhängigkeit von Heroin.

## Werke
- Zusammen mit Chris Walter: I Survived D.O.A. Bookbaby, 2016, ISBN 978-1-927053-28-7.

## Diskografie
Mit D.O.A.
- 1980: Something Better Change
- 1981: Hardcore '81
- 1983: Bloodied But Unbowed (Kompilationsalbum, CD Presents)
- 2002: Win the Battle
- 2008: Northern Avenger

Mit Annihilator
- 1988: Alice in Hell
- 1996: In Command (Live 1989–1990)
- 1999: Criteria for a Black Widow

Mit Stress Factor 9
- 2006: Brainwarp Mindspin

Als Randy Rampage
- 1982: Randy Rampage EP